# La Estellesa
La Estellesa es una compañía de autobuses española fundada en la ciudad de Estella, Navarra (España) el 11 de agosto de 1909. Su nombre jurídico es La Estellesa Sociedad Anónima de Automóviles. 
Desde 2020 se encuentra inmersa en la integración en el grupo Jiménez Movilidad, su principal accionista, lo que ha conllevado la sustitución de los vehículos más antiguos por otros nuevos y cambios en la gestión.[cita requerida] Hasta entonces su flota era de 36 autobuses y contaba con medio centenar de trabajadores.
Además, forma parte de la Asociación CENTENARIA, la asociación navarra de empresas centenarias de la Comunidad Foral.

## Historia
La historia de la compañía comienza el 11 de agosto de 1909 en Estella. Inicialmente, la empresa contaba solamente con carruajes de tipo diligencia tiradas por caballería. Al poco tiempo diversificó sus servicios con vehículos de motor de vapor. El 11 de octubre de 1909 se adhirió al Convenio Internacional para la circulación de vehículos de motor, demostrando su intención de dejar atrás los denominados «tiro de sangre», cosa que haría el 20 de enero de 1910, suprimiendo por completo estas opciones en favor de carruajes de vapor.
En 1929, La Estellesa propuso al Ayuntamiento de Pamplona la creación de una estación de autobuses, siendo esta idea más tarde impulsada por un total de 21 empresas de autobuses. Idea que el consistorio llevaría a puerto a comienzo de la década de los 30s, cuando La Estellesa era ya una de las 33 mayores empresas de Navarra. En 1934, la estación de autobuses de Pamplona se inauguró, siendo la primera terminal de buses en incluir las taquillas y las dársenas en el mismo edificio de toda España, aspecto por el que ganó el Premio Nacional de Arquitectura.
Durante la II República, uno de sus secretarios, Manuel de Irujo, llegó a ministro durante el gobierno de Francisco Largo Caballero.
Durante la guerra civil española, muchos buses de La Estellesa fueron requisados para el transporte de tropas de Navarra hacia el frente, al igual que muchos de sus trabajadores al ser movilizados. Durante la guerra, La Estellesa, que por aquel entonces ya hacía viajes interprovinciales, como la línea Pamplona - Logroño, tuvo serias limitaciones para cumplir unos servicios mínimos, además de que las limitadas reservas de gasolina hicieron cambiar este material por gasógeno.
En 2009 unió fuerzas con la empresa riojana Logroza (perteneciente a Autobuses Jiménez) para juntas crear PLM Autocares (PLM: Pamplona-Logroño-Madrid), una empresa ex professo para ser la adjudicataria del servicio de autobuses entre Pamplona y Madrid por la ruta que cruza Logroño y Burgos.
En 2012, suprimió las paradas en pueblos de su ruta Logroño-San Sebastián, pasando esta a ser una línea directa.
Con la llegada de la pandemia de COVID-19, La Estellesa, al igual que otras empresas navarras del sector, perdió gran parte de su facturación al bajar a menos de la mitad las personas usuarias de los servicios de autobuses en comparación a un año normal.
El 17 de enero de 2020, tuvo lugar un accidente al chocar un autobús de La Estellesa que cubría la ruta Ayegui-Estella con un monovolumen en la rotonda que una la calle Carlos VII de Estella con la NA-122. La investigación del accidente concluyó que la falta de pericia del conductor del autobús fue lo que provocó el accidente que causó la muerte de dos menores de 5 y 8 años que se encontraban en la monovolumen.

## Rutas de La Estellesa
La Estellesa define sus objetivos empresariales como la defensa de la facilidad de comunicación por carretera de las localidades de Navarra, La Rioja y Guipúzcoa, por eso ofrece una serie de líneas regulares a las que se le pueden añadir paradas en diversas localidades de las tres provincias citadas bajo demanda.
| Situación       | Origen        | Paradas             | Destino       |
| --------------- | ------------- | ------------------- | ------------- |
| Línea Regular   | Pamplona      | -                   | Logroño       |
| Línea Regular   | San Sebastián | -                   | Logroño       |
| Línea Regular   | Azagra        | Calahorra • Estella | Pamplona      |
| Línea Regular   | Calahorra     | -                   | San Sebastián |
| Línea Regular   | Sartaguda     | Estella             | Pamplona      |
| Línea Regular   | Mendavia      | Los Arcos           | Estella       |
| Línea Regular   | Pamplona      | Estella             | Logroño       |
| Línea de Verano | Logroño       | San Sebastián       | Irún          |

## Servicio de autobús de Estella
El servicio de bus urbano de Lizarra/Estella está dirigido por La Estellesa bajo el nombre "Tierra Estella Bus". El servicio tiene una capacidad de pasajeros anual que oscila entre los 160.000 y los 200.000 usuarios.